# Route européenne 9
Pour les articles homonymes, voir E9 et Route 9.
Ne doit pas être confondu avec la route européenne 009, située au Tadjikistan.
La route européenne 9 est une route reliant Orléans à Barcelone.

## Tracé

### France

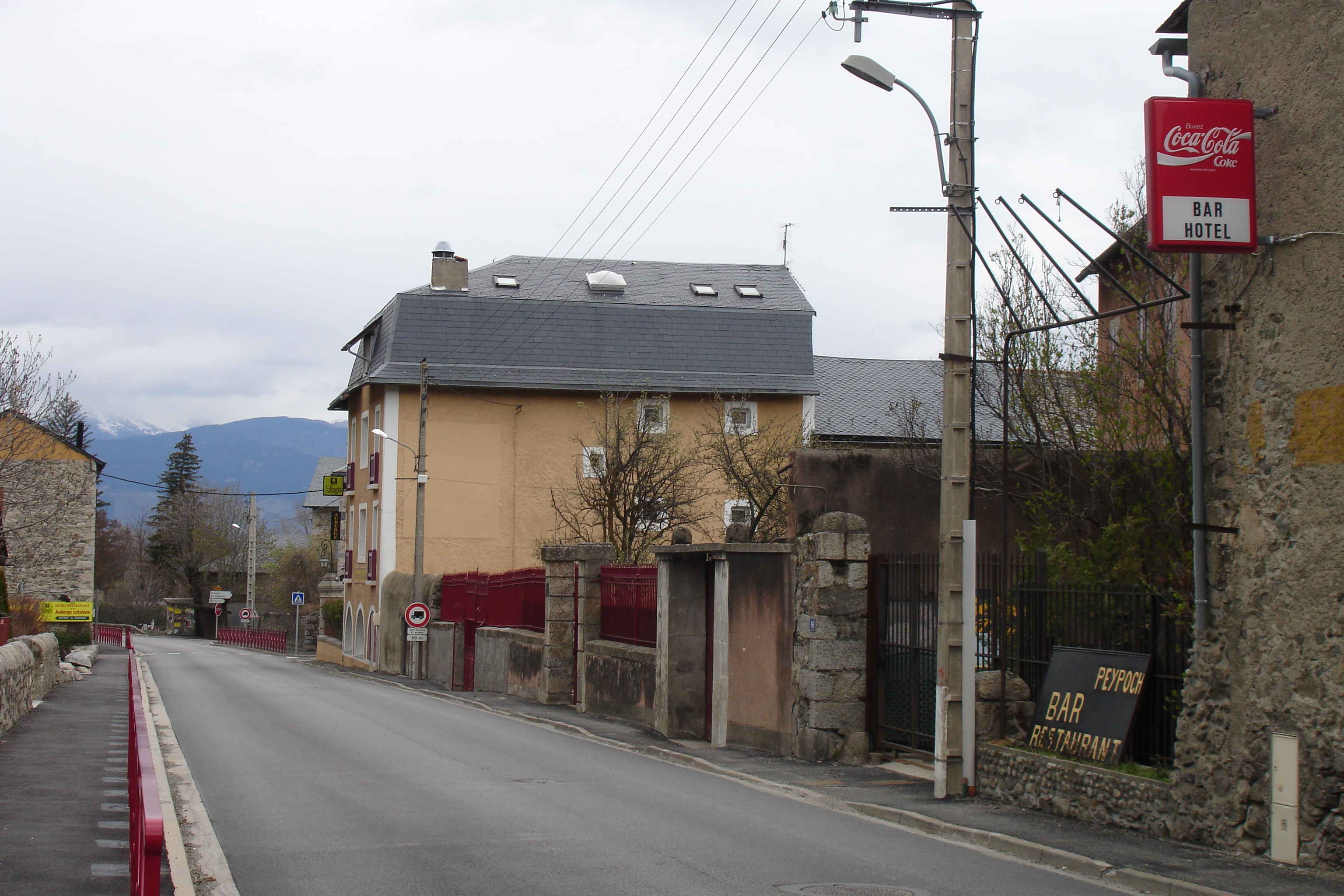
Route nationale 20 à Latour-de-Carol.

En France, la route se confond avec les autoroutes suivantes :
| (Auto)route                      | Tracé                                     | Villes traversées                                         | Routes européennes croisées |
| -------------------------------- | ----------------------------------------- | --------------------------------------------------------- | --------------------------- |
| Orléans-Toulouse                 |                                           |                                                           |                             |
| A 71                             | Entre Orléans et Vierzon                  |                                                           | à Orléans à Vierzon         |
| A 20                             | Entre Vierzon et Saint-Pardoux-l'Ortigier | Châteauroux, Argenton-sur-Creuse, La Souterraine, Limoges | à La Souterraine à Limoges  |
| A 20 · A 89                      | Entre Saint-Pardoux-l'Ortigier et Ussac   |                                                           | Tronc commun                |
| A 20                             | Entre Ussac et Montbartier                | Brive-la-Gaillarde, Cahors, Caussade, Montauban           | à Montbartier               |
| A 62                             | Entre Montbartier et Toulouse             |                                                           | Tronc commun                |
| Toulouse-Pamiers par Auterive    |                                           |                                                           |                             |
| A 620                            | Toulouse-ouest                            |                                                           |                             |
| A 64                             | Entre Toulouse et Portet-sur-Garonne      |                                                           | Tronc commun                |
| D 820 · N 20                     | Entre Portet-sur-Garonne et Pamiers       |                                                           |                             |
| Toulouse-Pamiers par Ayguesvives |                                           |                                                           |                             |
| A 61                             | Entre Toulouse et Montesquieu-Lauragais   | Toulouse-est                                              | Tronc commun Tronc commun   |
| A 66                             | Entre Montesquieu-Lauragais et Pamiers    |                                                           |                             |
| Pamiers-Espagne                  |                                           |                                                           |                             |
| N 20                             | Entre Pamiers et Bourg-Madame             | Foix, Ax-les-Thermes                                      |                             |

### Espagne

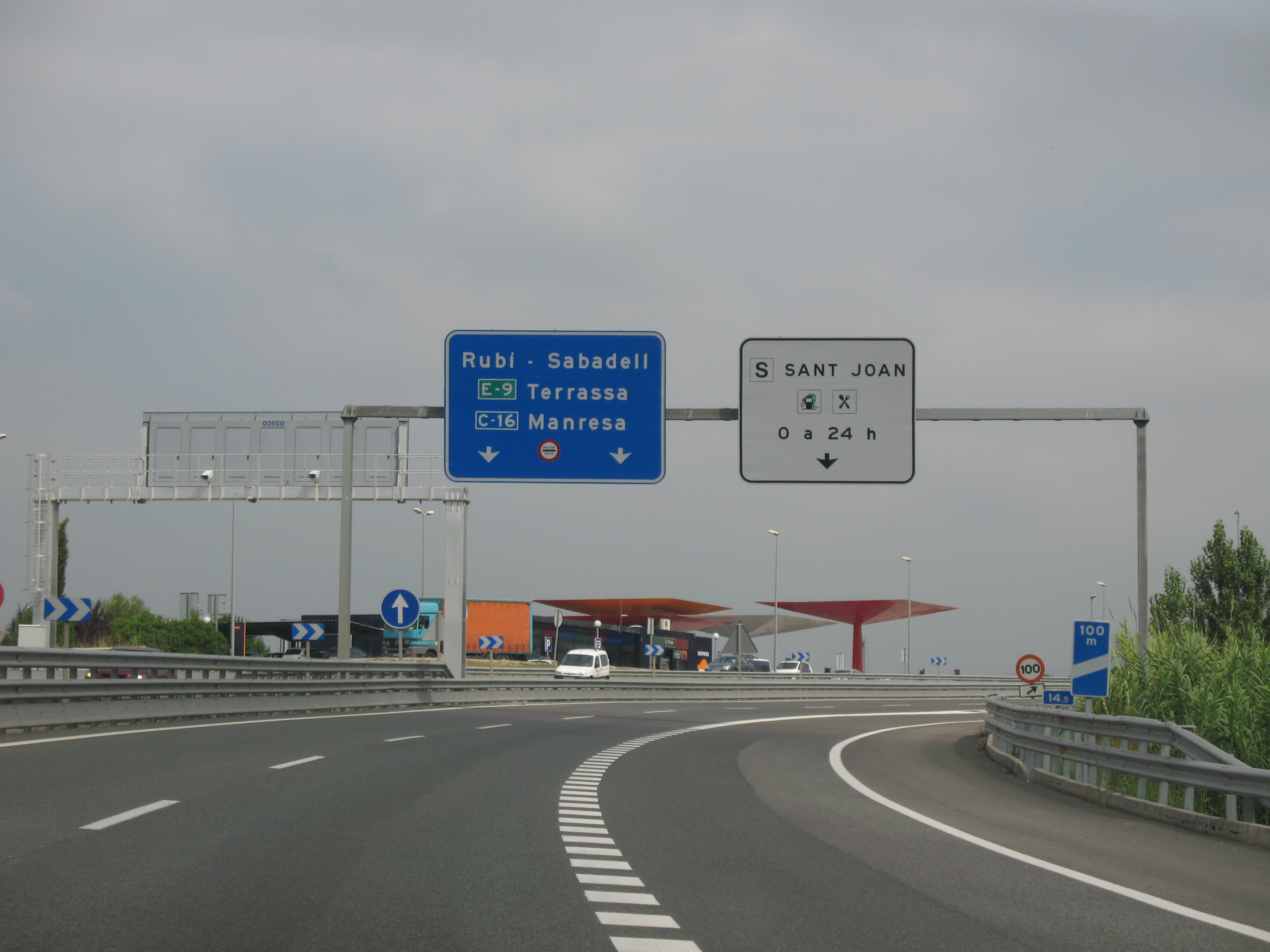
L'aire de service de Sant Joan sur l'axe C-16 en direction de Manrèse.

En Espagne, la route emprunte les itinéraires suivants :
| (Auto)route                          | Tracé                                 | Villes traversées              | Routes européennes croisées |
| ------------------------------------ | ------------------------------------- | ------------------------------ | --------------------------- |
| France-Puigcerda                     |                                       |                                |                             |
| N-152                                | Entre Bourg-Madame et Puigcerda       |                                |                             |
| Puigcerda-Riu de Cerdanya par Bolvir |                                       |                                |                             |
| N-260                                | Entre Puigcerda et Riu de Santa Maria |                                |                             |
| N-1411                               | Entre Riu de Santa Maria et Baltarga  |                                |                             |
|                                      | Entre Baltarga et Riu de Cerdanya     |                                |                             |
| Puigcerda-Riu de Cerdanya par Alp    |                                       |                                |                             |
| N-260                                | Entre Puigcerda et Queixans           |                                |                             |
| C-162                                | Entre Queixans et Riu de Cerdanya     |                                |                             |
| Riu de Cerdanya-Barcelone            |                                       |                                |                             |
|                                      | Entre Riu de Cerdanya et Barcelone    | Berga, Manrèse, Terrassa, Rubí | à Barcelone                 |